# Rosi Aschenwald
Roswitha Aschenwald detta Rosi (Kitzbühel, 23 aprile 1962) è un'ex sciatrice alpina austriaca.

## Biografia
Slalomista pura nata a Kitzbühel e originaria di Westendorf, la Aschenwald ottenne il primo piazzamento in Coppa del Mondo il 3 febbraio 1981 a Zwiesel (11ª); in Coppa Europa nella stagione 1980-1981 fu 2ª nella classifica di specialità, che si aggiudicò nella successiva stagione 1981-1982. Ottenne secondo e ultimo piazzamento in Coppa del Mondo, nonché ultimo risultato agonistico, il 16 gennaio 1983 a Schruns (9ª) e si ritirò nel 1984; non prese parte a rassegne olimpiche né ottenne piazzamenti ai Campionati mondiali.

## Palmarès

### Coppa del Mondo
- Miglior piazzamento in classifica generale: 61ª nel 1981

### Coppa Europa
- Miglior piazzamento in classifica generale: 7ª nel 1982[senza fonte]
- Vincitrice della classifica di slalom speciale nel 1982[1]
- 10 podi:
  -  3 vittorie
  -  2 secondi posti
  -  5 terzi posti[senza fonte]

#### Coppa Europa - vittorie
| Stagione | Località | Paese      | Specialità |
| -------- | -------- | ---------- | ---------- |
| 1982     | Abetone  | Italia     | SL         |
| 1982     | Bled     | Jugoslavia | SL         |
| 1982     | Lubiana  | Jugoslavia | SL         |

Legenda:

SL = slalom speciale

### Campionati austriaci
- 2 medaglie[1]:
  - 2 ori (slalom speciale nel 1980; slalom speciale nel 1982)